# Man Mountain Mike
Gary Fletcher, maggiormente noto con il ring name Man Mountain Mike (Columbia, 15 settembre 1940 – South Berwick, 30 aprile 1988), è stato un wrestler statunitense.

## Carriera
Fletcher fu scoperto da Al Lovelock, che combatteva con il ring name The Great Bolo. Colpito dalla stazza del ragazzo, Lovelock allenò Fletcher per farlo diventare un wrestler, ed egli debuttò nel 1968.
Lottò in tag team con Haystacks Calhoun, che pesava anche lui circa 300 kg. Il peso combinato della coppia era di oltre 550 kg. nel ring.
Il 2 luglio 1969, Mike stava combattendo contro "Iron" Mike DiBiase a Lubbock, Texas, quando DiBiase morì d'infarto sul ring durante il match. DiBiase venne dichiarato morto all'arrivo in ospedale. La morte di DiBiase non fu una conseguenza del combattimento; egli morì a causa del colesterolo accumulatosi nel suo organismo.
Successivamente, Mike lottò nella Columbia Britannica, dove ebbe una serie di match con Don Leo Jonathan nel 1970 e 1971. Poi passò alla Championship Wrestling from Florida all'inizio degli anni settanta. Prese parte a numerose Battle royal e, a causa della sua stazza, era difficile per gli avversari eliminarlo dal ring. Di conseguenza, la federazione lo proclamò "riconosciuto Re delle battle royal" e sponsorizzava i suoi match specificando "featuring Man Mountain Mike". In un'occasione nel 1972, la sua partecipazione a un evento di questo tipo, portò alla nascita di un feud con Buddy Colt, in quanto Colt causò l'eliminazione di Mike in una battle royal.
Mentre lottava per la NWA Hollywood Wrestling, il 31 agosto 1974 Mike vinse l'NWA Americas Tag Team Championship in coppia con Butcher Brannigan all'Olympic Auditorium di Los Angeles, California. All'epoca, Brannigan aveva una rivalità in corso con Porkchop Cash, e Cash si alleò con Victor Rivera per affrontare i campioni, che cedettero le cinture agli sfidanti.
Nel 1975 Man Mountain Mike fece delle tournée in Giappone. Ebbe una serie di incontri con Antonio Inoki. Mike non riuscì mai a sconfiggere Inoki in questi scontri. Successivamente andò a combattere nella World Wide Wrestling Federation. Lottò sia come wrestler singolo sia nella categoria tag team. Il 20 febbraio 1976, in coppia con Crusher Blackwell, sfidò senza successo i campioni di coppia WWWF Tag Team Championship Louis Cerdan & Tony Parisi.

## Ritiro e morte
Dopo essersi ritirato dal ring nel 1977, Mike aprì il Man Mountain Mike's Drycleaners, una compagnia di taxi; e guidò anche uno scuolabus.
Mentre lavorava come autista di autobus nel 1988, dato che era un uomo molto grosso, per guidare comodo doveva sempre reclinare il sedile il più indietro possibile, ma un giorno si ferì a un polpaccio, rimasto impigliato nell'ingranaggio del sedile. A causa del diabete che lo affliggeva, sviluppò un'infezione alla ferita, che lo portò alla morte il 30 aprile all'età di 47 anni.
Il ring name Man Mountain Mike venne in seguito utilizzato da Mike Shaw in Canada, che poi andò a lottare nella World Wrestling Federation e nella World Championship Wrestling come Bastion Booger e Norman the Lunatic, rispettivamente.

## Personaggio

### Mossa finale
- Big splash

## Titoli e riconoscimenti
- NWA Hollywood Wrestling
  - NWA Americas Tag Team Championship (1) - con Butcher Brannigan[8]
  - NWA "Beat the Champ" Television Championship (2)